# صالح بن حسين العايد
صالح بن حسين العايد، باحث ومؤلف سعودي، ولد في الرس في القصيم عام 1374هـ (1954م)، شغل منصب الأمين العام للمجلس الأعلى للشؤون الإِسلامية، صدر له عدد من المؤلفات في اللغة والأدب من بينها: (نظرات لغوية في القرآن)، وقام بتحقيق عدد من كتب التراث العربي.

## تعليمه
- أتّم الدراسة الابتدائيّة عام 1386/1387هـ بتقدير ( ممتاز ) بالمدرسة الفيصليّة في الرس.
- أتّم الدراسة الثانوية عام 1392/1393هـ بتقدير ( ممتاز ) بالمعهد العلميّ في الرس .
- أتّم الدراسة الجامعية عام 1396/1397هـ بتقدير ( جيدجداً ) وبنسبة (88.04%) في كلية اللغة العربية من جامعة الإمام محمد بن سعود الإسلاميّة بالرياض .
- حصل على درجة الماجستير في النحو والصرف بتقدير ( ممتاز ) من كلية اللغة العربيّة في الرياض عن رسالته التي قدمها بعنوان: ( كتاب شرح الحدود النحويّة لجمال الدين عبد الله بن أحمد الفاكهي : دراسة وتحقيقاً )، ونوقش فيها في 17 /1 /1403هـ .
- حصل على درجة الدكتوراه في النحو والصرف مع مرتبة الشرف الأولى من كلية اللغة العربيّة في الرياض عن رسالته التي قدمها بعنوان : ( كتاب البديع في علم اللغة العربيّة لمجد الدين المبارك بن محمد بن الأثير : دراسة وتحقيقاً )، ونوقش فيها في 2 /2 /1406هـ .
- درس اللغة الإنجليزية في جامعة ( جورج ميسون ) بولاية فيرجينيا (1412هـ - 1414هـ ) .
- اشترك بدورة في ( الحاسب الآلي ) مدتها ثلاثة أشهر في واشنطن خلال أشهر: رجب وشعبان ورمضان من عام1411هـ.

.
- اشترك في دورة في ( علوم الإدارة العامّة وتطبيقاتها ) مدتها شهر في واشنطن خلال شهريّ ربيع الأوّل والآخر من عام 1412هـ .
- اشترك في دورة في ( القيادة الإداريّة وتحديات القرن الحادي والعشرين ) التي عقدت في مركز الأمير سلمان الاجتماعي بالرياض خلال المدة ( 1-2 /8 /1420هـ ) .

## الأعمال التي تولاها
- عمل وكيلاً لكلية اللغة العربية بجامعة الإمام محمد بن سعود الإسلامية في الرياض.
- عمل عميدًا لشؤون المعاهد في الخارج بجامعة الإمام محمد بن سعود الإسلامية.
- عمل وكيلاً لمعهد العلوم الإسلامية والعربية في جاكارتا.
- عمل مديرًا لمعهد العلوم الإسلامية والعربية في الولايات المتحدة الأمريكية.[5]
- عمل مستشاراً غير متفرغ في وزارة البرق والبريد والهاتف مدة سنتين (1406-1408هـ ) .
- رُقّي إلى درجة ( أستاذ مشارك ) في 8 /3 /1412هـ .
- حصل على تفرّغ علميّ مدته عام جامعي ( 1417 – 1418 هـ ) .
- رُقّي إلى درجة ( أستاذ ) في 11 /8 /1419هـ .
- عمل أميناً عاماً للمجلس الأعلى للشؤون الإسلاميّة ابتداءً من 1 /7 /1419هـ حتى 1/ 7 / 1433هـ
- عمل أميناً عاماً للهيئة الإسلامية العالمية للحلال ( 1433هـ حتى عام 1437هـ ) .

## مؤلفاته
- ( شرح الحدود النحويّة للفاكهيّ) ( رسالة ماجستير) ، طبع في جامعة الإمام محمد بن سعود الإسلاميّة .
- ( البديع في علم العربية لابن الأثير ) ( رسالة الدكتوراه) ، طبع في جامعة أم القرى بمكة المكرمة .
- ( كتاب البسيط في النحو لابن العلج ) ، صدر منه جزءان، دار إشبيليا / الرياض، 1418هـ .
- ( كتاب الفصول في القوافي لابن الدهان : دراسة وتحقيقاً ) ، دار إشبيليا / الرياض، 1418هـ .
- ( كتاب الحروف للمزني : عرض وتقويم ) نشر في مجلة جامعة الإمام محمد ب سعود الإسلاميّة.
- ( كتاب موارد البصائر لفرائد الضرائر، لمحمد سليم أفندي : دراسة وتحقيقاً ) .
- ( كتاب التحفة الوفية بمعاني حروف العربية للصفاقسي : دراسة وتحقيقاً ) .
- ( الضرورة في شعر المتنبّيّ )، دار إشبيليا / الرياض 1419هـ .
- ( من لهجة أهل القصيم: الوقف على نون الوقاية بالسكون )، دار إشبيليا / الرياض . 1418هـ .
- ( الشافي في علم القوافي لابن القطّاع : دراسة وتحقيقاً )، دار إشبيليا / الرياض، 1418هـ
- ( نظرات لغويّة في القرآن الكريم ) ، دار إشبيليا / الرياض، 1417هـ .
- ( أهميّة اللغة العربيّة في الدعوة والعمل الإسلاميّ ) .
- ( حقوق غير المسلمين في بلاد الإسلام )، ( باللغات: العربية ، والإنجليزية، والفرنسية، والروسية، والبرتغالية، والألبانية ، والكردية ) .
- ( محاسن الإسلام في نظر غير المسلمين ) .
- ( يظلّ الرجل طفلاً حتى تموت أمّه )
- وشم على كف الزمان.
- قبس من شموع الأمل ( ديوان شعر ) .
- غيمة الروح ( ديوان شعر ) .
- قِطاف العناقيد ( سلسلة في 45 كتاباً ) .

## وصلات خارجية
- ثلاثية السديري - دمعة على قبر أمي - د. صالح العايد.
- علوم ومعارف، برناج إذاعي، إعداد وتقديم؛ د محمود السيد الدغيم؛ مقابلة؛ د صالح العايد؛ 1421 هـ.